# Nicholas Kaloukian
Nicholas Kaloukian (Wayne, 18 de febrero de 2003) es un futbolista estadounidense, nacionalizado armenio, que juega en la demarcación de delantero para el FC Urartu de la Liga Premier de Armenia.

## Selección nacional
Tras jugar en las categorías inferiores de la selección, finalmente hizo su debut con la selección de Armenia el 20 de marzo de 2025 en un encuentro de la Liga de Naciones de la UEFA 2024-25 contra Georgia que finalizó con un resultado de 0-3 a favor del combinado georgiano tras los goles de Giorgi Kochorashvili y un doblete de Georges Mikautadze.

## Clubes
| Club             | País           | Año       | Partidos | Goles |
| ---------------- | -------------- | --------- | -------- | ----- |
| Cedar Stars Rush | Estados Unidos | 2019-2022 | 12       | 3     |
| FC Urartu        | Armenia        | 2025-     | 4        | 1     |